# Parzac
Parzac település Franciaországban, Charente megyében. Lakosainak száma 141 fő (2022. január 1.). Parzac Beaulieu-sur-Sonnette, Cellefrouin, Le Grand-Madieu, Saint-Claud és Turgon községekkel határos.

## Népesség
A település népességének változása:
| Lakosok száma | 234  | 163  | 136  | 132  | 139  | 137  | 140  | 141  | 139  | 141  |
|               | 1968 | 1982 | 1990 | 2006 | 2013 | 2015 | 2017 | 2019 | 2020 | 2022 |